# Сеник, Емельян
Емелья́н Се́ник (укр. Омелян Сеник; 19 января 1891, Яворов, Австро-Венгрия сейчас — Львовская область — 30 августа 1941, Житомир; псевдонимы — Грибовский, Канцлер, Урбан) — один из руководящих деятелей Организации украинских националистов.

## Биография
Во время Первой мировой войны служил в австрийской армии, после провозглашения ЗУНР — сотник Галицкой армии. С 1921 — член Украинской войсковой организации, с 1924 боевой референт Краевой команды УВО, в 1927 бежал в Чехословакию.
В 1928—1929 — краевой Комендант УВО. Некоторое время — главный редактор органа УВО «Сурма». С 1927 — член Провода (Правления) украинских националистов (руководящий орган ОУН). В 1929 году был делегатом Первого Конгресса украинских националистов в Вене. В 1930-х гг. — член высшего руководства ОУН, канцлер Провода ОУН. В организации отвечал за внутреннюю политику, вёл организационную работу. В 1930-е гг. совершил ряд организационных поездок в США, Канаду, Аргентину, Бразилию. В частности, создал в США организацию ОДВУ (Организация государственного возрождения Украины), которая в дальнейшем занималась шпионажем в пользу стран Оси и диверсиями.
В 1934 году в Праге полиция захватила так называемый «Архив Сеника», содержавший обширную информацию о подпольной деятельности ОУН, что привело к многочисленным арестам среди членов организации, а сам архив фигурировал как один из основных обвинительных документов на Варшавском процессе 1935—1936. Сеника заподозрили в измене, однако Революционный трибунал ОУН оправдал его.
После гибели Е. Коновальца Сеник при содействии Я. Барановского сосредоточил в своих руках руководство ОУН, оказывая влияние на действия А. Мельника, который формально руководил организацией. Сеник председательствовал на II Большом съезде ОУН в Риме. В 1940 году группа руководящих деятелей ОУН — сторонников Бандеры — потребовала отставки Сеника и Барановского, что привело к расколу организации на «мельниковцев» и «бандеровцев».
В начале Великой Отечественной войны был назначен руководителем Основной походной группы ОУН (Андрея Мельника), которая должна была при поддержке немецких войск войти в Киев и провозгласить восстановление Украинского государства.

## Смерть
30 августа 1941 года был убит выстрелами из пистолета вместе с Николаем Сциборским в Житомире, где и похоронен. Сторонники Мельника обвинили в убийстве своих конкурентов — сторонников Степана Бандеры, другие источники утверждают, что за покушением мог стоять агент НКВД Кондрат Полуведько, который после покушения сбежал из Житомира. 7 сентября 1941 Провод бандеровского крыла ОУН разослал листовки, в котором приписывание убийства Сеника и Сциборского бандеровцам было названо «провокацией». Ещё одной версией является совершение убийства немецкими оккупантами, её выдвигают в своих исследованиях историки Владимир Гинда, Иван Ковальчук, Сергей Стельникович. «Поход на Киев» завершили О. Кандыба-Ольжич и М. Величковский.